# Faraz
La Faraz ou Fare est un gros torrent alpestre à Riddes dans le Valais, affluent gauche du Rhône.

## Géographie
D'une longueur de 10 km, elle coule dans le val de Faraz. Elle prend sa source au niveau du lac des Veaux, à l'altitude de 2 600 m, au pied du mont Gelé. Elle se jette dans des gorges près du village d'Isérables, pour rejoindre, le Rhône au niveau du village de Riddes, à la côte de 479 m.